# Caio Henrique
Caio Henrique Oliveira Silva (Santos - 31 de julho de 1997), conhecido como Caio Henrique, é um futebolista profissional brasileiro que atua como lateral-esquerdo ou meio-campista esquerdo no Monaco, clube da Ligue 1.

## Base
Natural de Santos, São Paulo, ingressou nas categorias de base do Santos em 2008, aos dez anos. Em 1º de fevereiro de 2016, foi vendido ao Atlético Madrid, pois seu contrato estava prestes a expirar.

## Carreira Profissional

### Atlético de Madrid

#### 2016–17
Após se destacar pelas categorias de base do Santos, Caio Henrique foi contratado em 2016 pelo Atlético de Madrid por 1,3 milhão de reais.
Pelo clube de Madrid, o jogador fez apenas 1 jogo: Copa do Rei de 2016-17 contra o CD Guijuelo na goleada do Atlético por 6-0.Pela La Liga de 2016–17, o brasileiro foi relacionado, mas sem entrar, para 2 jogos. O primeiro contra o Real Sporting de Gijón na 23ª rodada e o segundo na 25ª, contra o Deportivo la Coruña. Caio Henrique foi relacionado para um jogo de Liga dos Campeões da UEFA de 2016–17 contra o Bayer Leverkusen, mas não entrou em campo na vitória dos espanhóis por 4-2.

### Atlético de Madrid B

#### 2017–18
Atuando pelo time B do Atlético, o jogador fez 5 jogos pela terceira divisão da Espanha. O clube fez uma temporada irregular e terminou em apenas 10º colocado na competição.

### Paraná (empréstimo)

#### 2018
O jogador não conseguiu ter espaço, tampouco frequência no meio de campo do time espanhol. Na época, Caio disputava vaga com jogadores como Gabi Fernández, Koke e Thomas Partey.
Em 2018, o jogador foi adquirido por empréstimo junto ao Paraná Clube após as negociações com o Santos não conseguirem avançar por questões financeiras.
Na sua apresentação, o meio-campista comentou:
| “                                                       | Creio que a minha ida para a Europa foi muito positiva. Saí muito novo do Brasil, mas lá eu pude amadurecer tanto do lado pessoal quanto do profissional. Não tive tantas oportunidades. Agora que vou começar a aparecer para o cenário brasileiro. É uma oportunidade muito grande estar vestindo a camisa do Paraná. Se Deus quiser, a gente vai conseguir manter o Paraná na Série A e fazer um bom trabalho. | ” |
| — Caio Henrique, em sua apresentação no Paraná em 2018. | |   |

Na equipe paranaense, o meio-campista atuou pelo Campeonato Brasileiro de Futebol de 2018 participando de 3 gols em 27 jogos. Todas as suas participações foram com assistências. A campanha do time, no entanto, foi muito abaixo das expectativas e o time foi rebaixado no Brasileirão.
Contudo, apesar de chegar com certa expectativa ao clube do Paraná, o jogador foi afastado na reta final do Campeonato por decisão do técnico Dado Cavalcanti, que fazia planejamentos para o clube para o ano seguinte. Na ocasião, a equipe ocupava a última colocação do brasileirão. Apesar de ficar afastado, Caio permaneceu treinando com o time principal. Seu último jogo com a equipe foi em 9 de outubro de 2018, na goleada do Fluminense por 4-0 na 28ª rodada.

### Fluminense (empréstimo)

#### 2019
Após passagem pelo Paraná, o treinador Fernando Diniz se interessou pelo futebol do jogador e o Fluminense o contratou em janeiro de 2019. Em sua apresentação, o até então, meio-campista comentou sobre seu estilo de jogo:
| “                                                                                                 | Sou um meio de campo que gosta de armar o jogo, está sempre em contato com a bola. Sou um meia armador que gosta de dar passes, assistências, esse é meu estilo de jogo. Quando soube do interesse do Fluminense fiquei muito feliz, um grande clube. Sempre tive vontade de jogar no Rio, ainda mais em uma instituição como o Fluminense. Espero contribuir com a equipe esse ano. | ” |
| — Caio Henrique, sobre seu estilo de jogo. Na ocasião, o jogador ainda atuava pelo meio do campo. | |   |

No entanto, essa temporada reservaria ao jogador uma mudança em sua posição de jogo. Diniz enxergou no jogador qualidades para que ele jogasse pela lateral esquerda, e o colocou nessa posição durante vários jogos pelo Fluminense. Na posição defensiva, Caio participou de 4 gols em 44 jogos pela equipe carioca.
A estreia do jogador pelo Campeonato Brasileiro de Futebol de 2019 foi contra o Goiás na derrota do seu clube por 1-0. O jogador permaneceu na posição jogando de maneira consistente até participar de seu primeiro gol no Brasileirão na 13ª rodada contra o Internacional. Na 22ª partida, Caio marcou seu primeiro gol na carreira contra o Grêmio, e sua última assistência ocorreu na 31ª jornada, ao vencer o São Paulo no Morumbi.
O Fluminense terminou a temporada em 14º colocado. Caio foi um dos principais nomes do time carioca naquela modesta campanha.
Na equipe do Rio de Janeiro, o jogador também jogou a Copa do Brasil de Futebol de 2019. Seu único jogo foi em um empate contra o Cruzeiro em 1-1 pelas oitavas de final. Ele não participou do jogo seguinte e o Fluminense foi eliminado nos pênaltis.
A estreia profissional pela equipe carioca ocorreu no dia 27 de fevereiro de 2019, quando o clube estreou na Copa Sul-Americana de 2019 contra o Club de Deportes Antofagasta pela 1ª eliminatória da competição. O jogador permaneceu com a equipe passando de fase, inclusive dando uma assistência no jogo de volta das oitavas de final contra o Peñarol.
Contudo, a campanha foi interrompida pelo Corinthians, nas quartas de final, que conseguiu se classificar após dois empates (gol fora) contra a equipe carioca.
Apesar de Diniz ter sido demitido antes dos jogos contra o Corinthians na Sul-Americana, Caio continuou atuando de lateral esquerdo sob o comando dos treinadores que vieram depois. Essa temporada foi de afirmação para o jogador que havia se encontrado em campo, atuando de forma primorosa, chamando assim a atenção de outras equipes brasileiras para temporada seguinte.
Sobre sua experiência com Diniz, Henrique disse:
| “                                      | Lembro que na véspera de um jogo de Sul-Americana contra o Antofogasta no Maracanã nossos dois laterais estavam machucados e não tinha ninguém para jogar ali. Ele (Fernando Diniz) me perguntou se eu me sentia à vontade e eu disse que sim, pois eu já havia treinado muitas vezes no Atlético de Madrid nessa posição. Diniz me disse que eu jogaria na lateral nesse jogo e me pediu para me divertir. Nesse jogo fui eleito o melhor em campo e desde aí nunca mais saí da lateral. O Diniz antes de tudo se importa com o lado humano do jogador, tenta resgatar a confiança e extrair o máximo de cada um. E foi isso o que aconteceu comigo, acreditou em mim e resgatou em mim a confiança e vontade de jogar futebol. Foi muito importante para mim. Foi um cara que resgatou minha confiança, me acolheu como um filho. Muitas vezes me dizia para eu não duvidar do meu talento e quando um treinador faz isso é uma tendência que seu rendimento melhore. | ” |
| — Caio Henrique, sobre Fernando Diniz. | |   |

Sua grande temporada fez com que a diretoria do Fluminense tentasse renovar o empréstimo de Caio por mais uma temporada. No entanto, a equipe de Madrid não aceitou a renovação.

### Grêmio (empréstimo)

#### 2020
Após sua saída do Fluminense, Caio foi novamente vinculado ao Santos, mas as negociações não avançaram e o jogador assinou com o Grêmio em janeiro de 2020, mas ficou apenas 5 jogos. Ele teve de voltar para o seu clube formador (exercendo a cláusula no contrato que previa a antecipação do seu retorno) após pedido do treinador Diego Simeone.
A temporada foi marcada pela Pandemia de Coronavírus, e o tempo que a equipe permaneceu sem jogos foi justamente o tempo que o Atlético chamou o jogador de volta.

### Retorno ao Atlético de Madrid

#### 2019–20
Após sua passagem curta de 4 meses pelo clube do Rio Grande do Sul, Caio comentou sobre sua felicidade em voltar para Espanha:
| “                                                            | O fato de o Atlético me chamar é uma alegria muito grande, porque trabalhei muito, muito no Brasil há dois anos. Eu tinha que jogar mais, e eu consegui. Fiz um bom trabalho e para quem tem contrato com o clube, ser chamado de volta uma grande alegria. Agora, tenho que treinar muito para conseguir um lugar na equipe. Fiquei dois anos fora e é uma felicidade muito grande voltar a esta cidade, a este clube que me deu a oportunidade de estrear profissionalmente. É um momento muito especial. | ” |
| — Caio Henrique, em sua volta ao Atlético de Madrid em 2020. | |   |

No entanto, apesar de chamarem o lateral de volta ao elenco, Caio não entrou em campo nenhuma vez pelo clube espanhol. De fato, sua volta para solo europeu só serviu com que o jogador fosse vendido meses depois para um clube monegasco.

### Monaco

#### 2020–21
Em 27 de agosto de 2020, ingressou no Monaco, clube da Ligue 1, assinando um contrato de cinco anos com o clube do principado.
O jogador estreou na 7ª rodada da Ligue 1 contra o Montpellier Hérault SC em um empate por 1-1, após se recuperar de uma lesão no tornozelo. Ele deu sua primeira participação em gol na 19ª rodada, quando deu uma assistência na vitória de 3-0 contra o Angers. Na 20ª rodada, ele deu uma assistência com o pé direito ao seu capitão Wissam Ben Yedder, que marcou de cabeça no Montpellier. Na 22ª rodada da temporada, ele novamente deu assistência a Kevin Volland (sua primeira assistência pelo Monaco foi para ele) com uma queda sutil no FC Nantes.
O jogador ainda faria mais 2 assistências até o final da temporada. O seu clube terminou a Ligue 1 na 3ª colocação, ganhando vaga à Terceira pré-eliminatória da Liga dos Campeões da UEFA da temporada seguinte.
Pela Copa da França, o jogador participou de boa parte dos jogos (ficou fora apenas de um) na campanha do Monaco até a final da competição. No entanto, ao enfrentarem o PSG no jogo decisivo, o clube de Paris conseguiu se sagrar campeão após vitória de 2-0.
Sua temporada foi tão bem-sucedida que despertou o interesse de Paris Saint-Germain e Barcelona durante a janela de transferências; apesar disso, decidiu ficar em Mônaco.

#### 2021–22

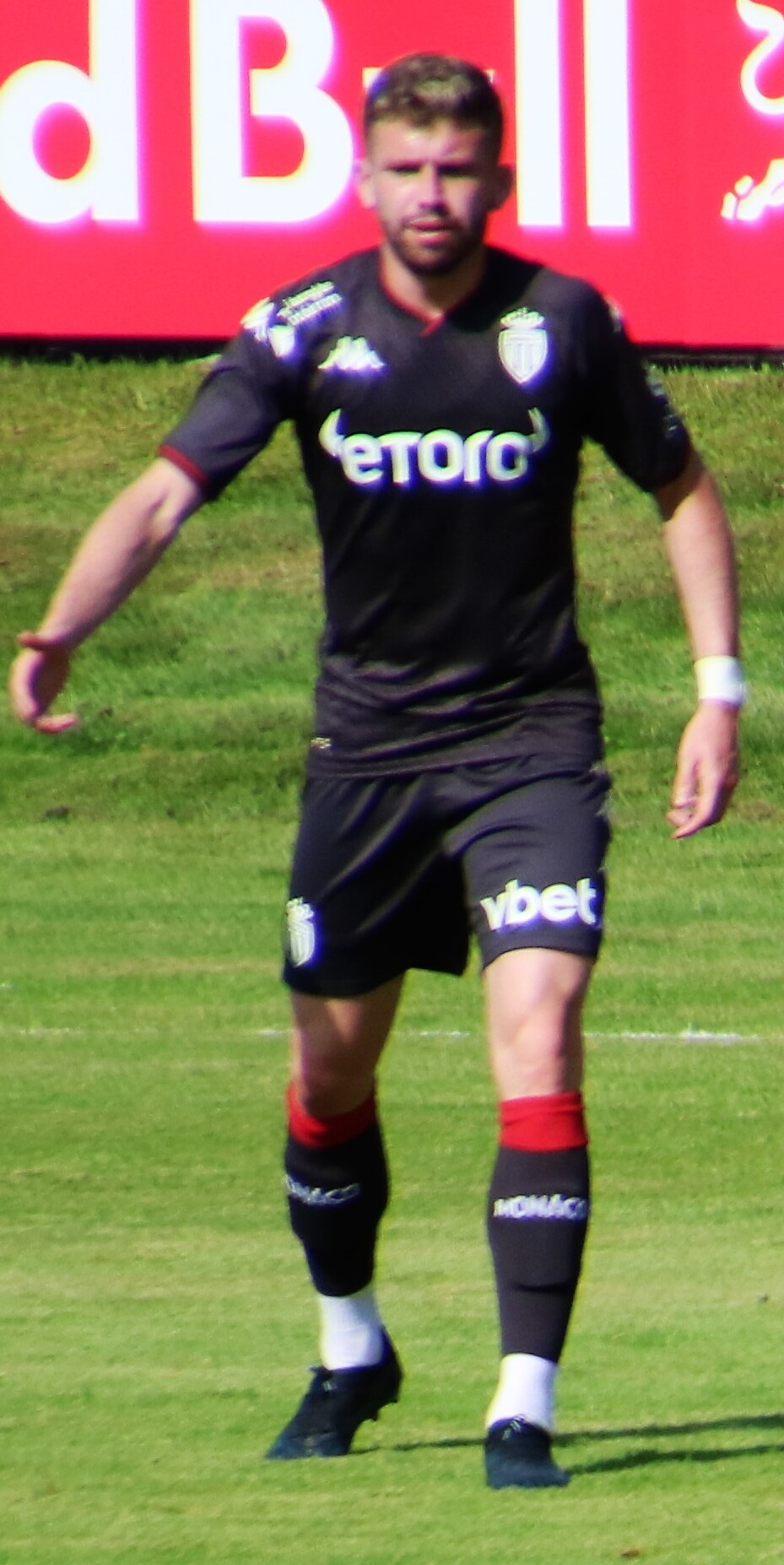
Caio Henrique pelo Monaco em 2021.

No dia 6 de agosto de 2021, na partida de abertura da temporada 2021–22, deu uma assistência para Gelson Martins, que marcou o primeiro gol na Ligue 1. Em 26 de setembro, ele deu duas assistências para seu capitão Wissam Ben Yedder e Kevin Volland, para uma vitória por 3–1 sobre o Clermont Foot . Coincidentemente, seu primeiro gol em solo europeu seria sob esse mesmo adversário na 21ª rodada, lá, ele também contribuiu com uma assistência.
Em 3 de abril de 2022, ele deu sua décima assistência da temporada contra o FC Metz para uma vitória fora de casa por 2 a 1. Durante o período dessa temporada, Caio foi o lateral brasileiro com mais assistências na Europa (11).
Caio Henrique terminou a temporada de Ligue 1 com 2 gols e 9 assistências na Liga Francesa, tornando-se uma das principais figuras da equipe. O Monaco garantiu novamente a 3ª colocação. Suas ausências na convocações de Tite causaram decepção no jogador.
Pela Copa da França de Futebol de 2021–22, Caio participou regularmente da campanha da equipe que iria parar nas semifinais contra o Nantes. Nas oitavas de final, ele deu uma assistência contra o RC Lens.
Nas eliminatórias para Liga dos Campeões da UEFA de 2021–22, Caio deu uma assistência contra o Shakhtar Donetsk no último jogo da equipe na competição. Todavia, o clube ucraniano conseguiu garantir vaga na prorrogação após empate em 2-2.
Atuando pela Liga Europa da UEFA de 2021–22 fez sua 50ª partida pelo Mônaco no empate em 1–1 da UEFA Europa League contra o Real Sociedad. O jogo foi válido pela segunda rodada da Fase de Grupos. Na terceira partida, Caio deu 2 assistências contra o PSV Eindhoven, e seu time venceu o duelo contra a equipe neerlandesa por 2-1.
Apesar de terem conseguido passar da fase de grupos em primeiro lugar, o clube não durou muito no mata-mata. O Monaco enfrentou o SC Braga nas oitavas de final e foi eliminado precocemente da competição continental.
Caio Henrique terminou a temporada com 13 assistências e 2 gols em 44 partidas pelo Monaco. Essa temporada o firmou no Velho Continente.

#### 2022–23
Após se destacar nas temporadas anteriores, o jogador teve seu contrato renovado até 2027 em 20 de agosto de 2022.
Pela Ligue 1, o jogador continuou atuando com grande destaque. Seus passes eram essenciais para que o time se mantivesse vivo na esperança de conseguir uma vaga em competições Continentais (que não se concretizou no final da temporada). Caio tinha um desejo pessoal de conseguir a atenção do técnico da Seleção Brasileira para ser convocado a tempo da Copa do Mundo de 2022, mas nem mesmo suas 9 assistências de Ligue 1, e a 6ª colocação no campeonato nacional, o fizeram ser lembrado por Tite.
Pela Copa da França de Futebol de 2022–23, Caio só jogou por 7 minutos na eliminação precoce do Monaco na primeira rodada do time na competição. O clube foi eliminado pelo modesto Rodez AF nos pênaltis. Caio cobrou a 4ª batida pelo seu clube, mas o time foi eliminado após Andy Pembélé acertar a última cobrança do Rodez( da segunda divisão da França).
Nos play-offs da Liga dos Campeões da UEFA de 2022–23, Caio jogou apenas um jogo: o de volta contra o PSV. Para sua infelicidade, o time não conseguiu superar o clube adversário e foi eliminado antes mesmo de chegar à fase de Grupos da Champions League.
Pela Liga Europa da UEFA de 2022–23, Caio participou de todos os jogos da equipe. Ele deu uma assistência contra o Estrela Vermelha no último jogo da Fase de Grupos e garantiu sua equipe passando em segundo lugar após uma goleada de 4-1.
Nos jogos de 16 avos, o clube foi eliminado pelo Bayer Leverkusen nos pênaltis, mas Caio não chegou a entrar nas cobranças.
Ao final da temporada, Caio terminou com 45 jogos, 1 gol e 10 assistências. Apesar do desinteresse da seleção brasileira em seu futebol, a Seleção Espanhola estava disposta a buscar o jogador e oferecer ao lateral uma Naturalização para que ele pudesse atuar com La Furia nos jogos do futuro. Caio demonstrou interesse, mas nada aconteceu naquele final de temporada.

#### 2023–24
Começando sua temporada pela Ligue 1 de 2023–24, o jogador novamente mostrou-se muito eficaz com seus passes a gol. Em 6 jogos, o brasileiro fizera 4 assistências e ajudou o time a liderar algumas das primeiras partidas do clube no campeonato nacional. Nesse início de campeonato, Caio liderava a lista de principais assistentes da temporada, o segundo colocado era seu colega de time: o japonês Takumi Minamino.
Com a chegada de Fernando Diniz à Seleção Brasileira, Caio foi, finalmente, chamado para atuar pela Amarelinha em 2023. Seu colega de equipe, o lateral direito Vanderson, também recebeu a mesma atenção do treinador interino. Henrique comentou sobre a convocação de ambos os atletas do Monaco:
| “                                                                                            | Não estávamos (ele e Vanderson) juntos na hora da convocação, mas foi realmente uma alegria muito grande para o clube, que terá dois representantes na Seleção Brasileira. Vanderson chegou aqui e vem tendo ótimos momentos. É um cara focado e um grande jogador. Merece o que está vivendo e tem muito talento. | ” |
| — Caio Henrique, sobre ser convocado para Seleção Brasileira junto com seu colega de equipe. | |   |

Contudo, Caio sofreu uma entrose com lesão nos ligamentos do joelho esquerdo e ficou sete meses sem entrar em campo. O atleta só voltou no dia 4 de maio de 2024, na 32ª roada da Ligue 1. Na 34ª rodada, a última do campeonato, Caio voltou a fazer 90 minutos em campo e contribuiu com uma assistência em uma falta para Thilo Kehrer marcar um gol de cabeça contra o Nantes.
Mesmo com sete meses sem entrar em campo, o jogador ainda conseguiu terminar a época com cinco assistências. Ousmane Dembélé, o jogador que mais vezes dera o último passe a gol na Ligue 1 naquela época, terminou com oito passes a gol, ou seja, somente três a mais que o brasileiro.

## Seleção

### Seleções de Base

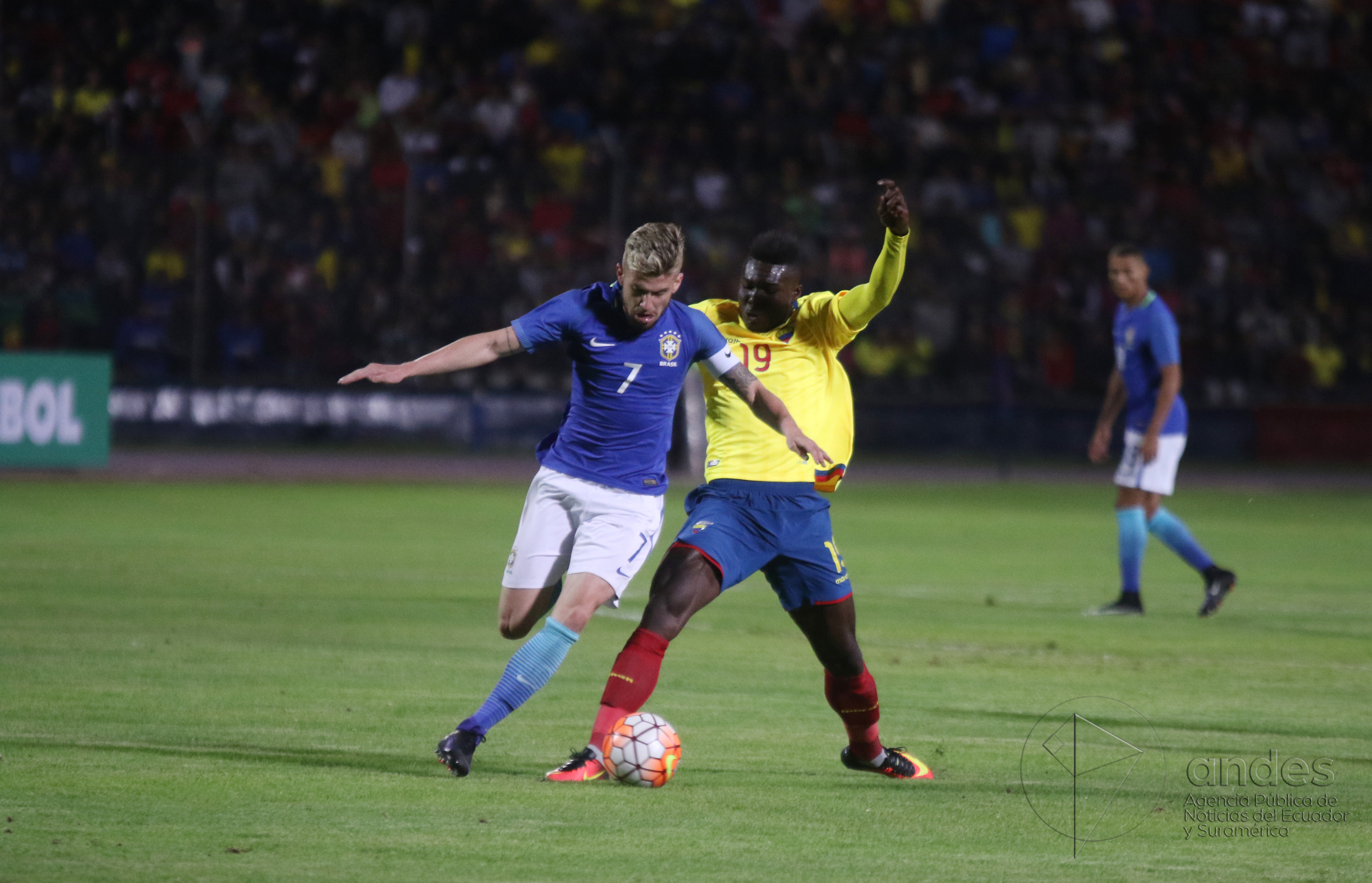
Caio Henrique pela Seleção Sub-20 na primeira rodada do Campeonato Sul-Americano de 2017

#### Seleção Sub-20
Caio Henrique serviu a Seleção Sub-20 pela primeira vez em 2016 sob o comando de Carlos Amadeu. O jogador foi convocado para o Campeonato Sul-Americano de Futebol Sub-20 de 2017, mas não conseguiu ajudar a Seleção a garantir uma boa posição na competição.
Na época, o jogador ainda era meio-campista e também foi capitão da seleção em todos os jogos que atuou.

#### Seleção Sub-23
Serviu a seleção do Brasil Sub-23. O jogador chegou a ser convocado para disputar o Torneio Pré-Olímpico Sul-Americano Sub-23 de 2020. Ele deu uma assistência contra Seleção Boliviana de Futebol Sub-23 e esteve em quase todos os jogos na campanha que deu o vice-campeonato ao Brasil na competição.
Em janeiro de 2021 obteve a cidadania espanhola após anos de residência no Atlético Madrid, e manifestou interesse em representar a Seleção Espanhola .

### Seleção Brasileira

#### Eliminatórias da Copa do Mundo de 2026
Foi convocado pela primeira vez para a seleção principal do Brasil pelo técnico interino Fernando Diniz, para duas partidas das Eliminatórias da Copa do Mundo FIFA de 2026, contra Bolívia e Peru.
Caio demonstrou contentamento em ser convocado para seleção principal pela primeira vez na carreira:
| “                                               | Muita alegria e felicidade. É o reconhecimento de todo um trabalho que venho desempenhando nos últimos anos dentro de campo e ter a oportunidade de ser convocado para a Seleção é ver que todo esforço valeu a pena. Defender a Seleção principal sempre foi um sonho e vinha buscando isso há algum tempo. Nunca desanimei e sempre busquei trabalhar cada vez mais para que esse momento chegasse. Conheço o Fernando Diniz desde 2019, quando trabalhamos juntos no Fluminense. É uma pessoa muito capacitada e preparada para encarar esse desafio. Foi o responsável por me lançar na lateral, e acabei me firmando por ali de vez. Já mantivemos contato em algumas oportunidades, até mesmo quando eu vinha visitar o Fluminense nas minhas férias e agora vamos nos reencontrar na Seleção. Será um prazer poder trabalhar mais uma vez com ele | ” |
| — Caio Henrique, em entrevista à Radio Itatiaia | |   |

Ao comentar sobre sua possível naturalização, o jogador disse que cogitou a possibilidade de atuar pela Espanha:
| “                                                                 | Chegaram a ter algumas sondagens, mas nada de concreto. A gente em algum momento acaba pensando em outras possibilidades, mas o importante é que deu tudo certo e hoje poderei representar o Brasil, que era o meu grande sonho como atleta profissional. | ” |
| — Caio Henrique, à Radio Itatiaia, sobre atuar por outra seleção. | |   |

Caio estreou pela seleção no dia 9 de setembro de 2023, na goleada por 5-1 contra Bolívia. O lateral fez cerca de 20 minutos com a Amarelinha. Esse jogo também marcou o dia que Neymar se sagrou o maior artilheiro da Seleção Brasileira em jogos oficiais.
Caio não jogou o jogo contra o Peru por decisão de Fernando Diniz.
Foi lembrado novamente para os 23 jogadores que foram convocados para a disputa das rodadas das eliminatórias da Copa do Mundo de 2026 contra a Venezuela e o Uruguai. Contudo, por conta de uma lesão sofrida em partida com o Monaco, teve de ser cortado da lista de convocados.

## Títulos
Grêmio
- Campeonato Gaúcho: 2020[86]